# ブライアン・キッド
ブライアン・キッド（Brian Kidd、1949年5月29日 - ）は、イングランド・マンチェスター出身の元サッカー選手で元指導者。元イングランド代表として2試合のプレー経験がある。現役時代のポジションはFW。

## 経歴
マンチェスター・ユナイテッドFCのユース出身、1967年トップチームに昇格、1974年まででプレーした。この間の1967-68年シーズン、チャンピオンズカップ決勝のSLベンフィカとの対戦で1得点を挙げ、勝利に貢献した。1974年にアーセナルFCに移籍、移籍初年度は19得点を挙げ、2シーズン目は11得点を挙げた。1976年にマンチェスター・シティFCに移籍した。デニス・ローに次いで、マンチェスターの両クラブでプレーした選手となった。
引退後、1991年から1998年までマンチェスター・ユナィテットでアレックス・ファーガソン監督のアシスタントコーチを務めていた。2009-10年にかけてはマンチェスター・シティFCでロベルト・マンチーニ監督のアシスタントコーチを務めるなど、2021年までマンチェスター・シティで様々な仕事をしていた。

## タイトル

### クラブ
マンチェスター・ユナイテッド
- チャンピオンズカップ : 1967-68
- FAチャリティ・シールド : 1967

個人タイトル
- プレミアリーグ月間最優秀監督 : 1998年12月